# 高埂街道
高埂街道，原为高埂镇，是中华人民共和国四川省成都市邛崃市下辖的一个乡镇级行政单位。2019年12月，撤销高埂镇和冉义镇，设立高埂街道。以原高埂镇高桥社区、联合村、中安村、和平村、光明村、高埂村和原冉义镇所属行政区域为高埂街道的行政区域。高埂街道办事处驻民主路2号。

## 行政区划
高埂街道下辖以下地区：
高桥社区、联合村、中安村、和平村、光明村、高埂村和七里村。